# Đokin Toranj
Đokin Toranj (též Mala Ćaba, srbochorvatsky Ђокин торањ, 2087 m n. m.) je hora v pohoří Treskavica v jihovýchodní části Bosny a Hercegoviny. Nachází se na hranicích mezi Sarajevským a Hercegovsko-neretvanským kantonem mezi opštinami Trnovo a Konjic. Leží ve skalnatém hřebeni mezi vrcholy Devigrad (2034 m) na severu a Pašina planina (2070 m) na jihovýchodě. Đokin Toranj je nejvyšší horou celého pohoří.